# Parco nazionale di Tazekka
Il parco nazionale di Tazekka (in arabo منتزه تازكة الوطني‎?, Mutanazzah Tāzakka al-Waṭanī, in berbero ⴰⴼⵔⴰⴳ ⴰⵏⴰⵎⵓⵔ ⵏ ⵜⴰⵣⴽⴽⴰ) è un'area naturale protetta situata nella regione del Medio Atlante, nel Marocco nord-orientale, nei pressi della città di Taza. Istituito nel 1950, il parco copre un'area di circa 120 km² e fu creato inizialmente per proteggere le foreste di cedro dell'Atlante (Cedrus atlantica), oltre alla ricca biodiversità del territorio.